# Vaprio d’Adda

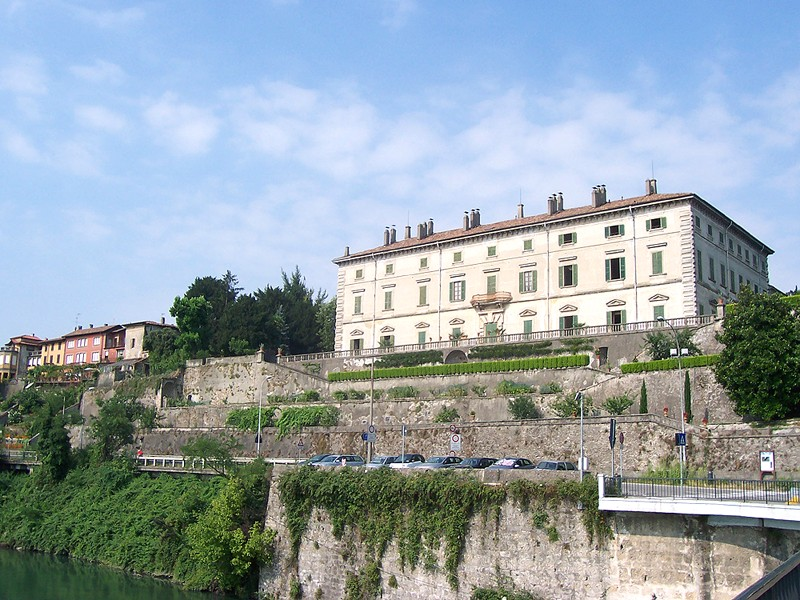
Villa Melzi

Vaprio d’Adda (bis 1862 einfach Vaprio) ist eine Gemeinde in der Metropolitanstadt Mailand, Region Lombardei.

## Lage und Einwohner
Die Gemeinde Vaprio d'Adda liegt 42 Kilometer nordöstlich von Mailand und hat 9581 Einwohner (Stand 31. Dezember 2023).
Die Nachbarorte von Vaprio d’Adda sind Trezzo sull’Adda, Capriate San Gervasio (BG), Grezzago, Canonica d’Adda (BG), Pozzo d’Adda, Cassano d’Adda und Fara Gera d’Adda (BG).

### Bevölkerungsentwicklung
Vaprio d’Adda zählt 2875 Privathaushalte. Zwischen 1991 und 2001 stieg die Einwohnerzahl von 6139 auf 6636. Dies entspricht einem prozentualen Zuwachs von 8,1 %.

## Sehenswürdigkeiten
- Ruine der spätromanischen Kirche San Bernardino
- Romanische Kirche San Colombano (12. Jahrhundert)
- Palazzo Trezzo (Villa Melzi), in der Leonardo da Vinci vorübergehend wohnte und in der sich ein Madonnen-Fresco befindet, das ihm oder seiner Schule zugeschrieben wird.

## Persönlichkeiten
- Francesco Melzi (um 1491/92–um 1570), Maler, Schüler und Haupterbe Leonardo da Vincis
- Alberto Piròvano (1884–1973), Pomologe
- Luca Bramati (* 1968), Radrennfahrer
- Giada Colombo (* 1992), italienische Ruderin